# 桃山 (和菓子)
桃山（ももやま）は、和菓子の一種。半生菓子に属する焼き菓子で、白餡に砂糖、卵黄、少量のみじん粉または葛粉を練り合わせたものを型に入れて抜き、天火などで焼いて作る。栗饅頭などとともに近代以降に作られるようになった菓子で、最初は生地だけで焼いて作るものだったが、のちに中に餡を入れる大き目のものも作られるようになった。同様の生地は桃山種と呼ばれ他の菓子にも用いられる。
菓名の「桃山」には諸説があり、原型となった菓子に桃山御殿（伏見城）の瓦の形の印字があったという説や、餡そのものを生地にして焼くという豪華さや、焼き上がりの華やいだ趣から桃山時代になぞらえて付けられたとも、茶人好みであったことから京都の地名にちなんで名づけられたともいわれている。